# Mistrzostwa Europy w Wioślarstwie 1972
62. Mistrzostwa Europy w Wioślarstwie (kobiet) odbyły się w dniach 10–13 sierpnia 1972 r. we wschodnioniemieckim Brandenburgu. Zgodnie z programem mistrzostw rozegrano 5 konkurencji wioślarskich (wyłącznie dla kobiet). Zawodniczki rywalizowały na pobliskim jeziorze Beetzsee. 

## Medalistki
| Konkurencja                           | Złoto | Czas    | Srebro | Czas    | Brąz | Czas    | Źródło      |
| ------------------------------------- | --- | ------- | --- | ------- | --- | ------- | ----------- |
| W1x (jedynka)                         | Ingrid Dusseldorp | 3:59.02 | Annick Anthoine | 4:01.78 | Anita Kuhlke | 4:05.25 | [ 1 ] [ 2 ] |
| W2x (dwójka podwójna)                 | ZSRR Galina Suslina · Jelizawieta Kondraszyna | 3:42.42 | Holandia Truus Bauer · Toos van Akkeren-van der Ende | 3:44.08 | Francja Marie-Claire Barnier · Renée Camu | 3:44.18 | [ 3 ]       |
| W4x+ (czwórka podwójna ze sternikiem) | Rumunia Teodora Untaru · Marioara Sîngiorzan · Maria Micșa · Ileana Kondoroczi · Maria-Dida Ghiață (sternik)                                                                     | 3:30.73 | ZSRR Wiera Fiodorowa · Ada Timofiejewa · Raisa Karatajewa · Wiera Nikolska · Ludmiła Arzakowska (sternik)                                                                       | 3:32.68 | RFN Karola Brandt · Ute Meyer · Marlies Schätze · Marlies Meyer · Renate Gruenke (sternik)                                                                               | 3:36.70 | [ 4 ] [ 2 ] |
| W4+ (czwórka ze sternikiem)           | ZSRR Nina Bystrowa · Jewdokija Riabowa · Nina Abramowa · Nina Fiłatowa · Zoja Mironowa (sternik)                                                                                 | 3:41.32 | NRD Rosel Nitsche · Renate Schlenzig · Angelika Noack · Sabine Dähne · Gudrun Apelt (sternik)                                                                                   | 3:44.69 | Holandia Liesbeth Vosmaer-de Bruin · Pauline Luynenburg-Kroes · Myriam van Rooyen-Steenman · Yvonne Jacobi · Yvonne Vischschraper (sternik)                              | 3:46.50 | [ 5 ] [ 2 ] |
| W8+ (ósemka)                          | ZSRR Jelena Morozowa · Tatjana Pietrowa · Zoja Sitnikowa · Jelena Szwaczko · Anna Pasocha · Nadieżda Bondariewa · Walentina Kulikowa · Ałła Kuleszowa · Lidija Kryłowa (sternik) | 3:18.53 | Rumunia Ecaterina Trancioveanu · Viorica Lincaru · Elena Oprea · Cristel Wiener · Florica Petcu · Elena Gawluk · Marioara Constantin · Georgeta Alexe · Aneta Sieburg (sternik) | 3:20.67 | NRD Ute Bahr-Marten · Maria Notbohm · Susanne Spitzer · Marita Jaschke · Sabine Schulz · Monika Mittenzwei · Regine Forkel · Irmhild Schultz · Christine Rösch (sternik) | 3:21.17 | [ 6 ] [ 2 ] |

## Klasyfikacja medalowa
| Miejsce | Reprezentacja | Złoto | Srebro | Brąz | Razem |
| ------- | ------------- | ----- | ------ | ---- | ----- |
| 1.      | ZSRR          | 3     | 1      | 0    | 4     |
| 2.      | Holandia      | 1     | 1      | 1    | 3     |
| 3.      | Rumunia       | 1     | 1      | 0    | 2     |
| 4.      | NRD           | 0     | 1      | 2    | 3     |
| 5.      | Francja       | 0     | 1      | 1    | 2     |
| 6.      | RFN           | 0     | 0      | 1    | 1     |
| Razem   | Razem         | 5     | 5      | 5    | 15    |